# L'Équipage (1935)
L'Équipage is een Franse film van Anatole Litvak die werd uitgebracht in 1935.
Het scenario is gebaseerd op de gelijknamige roman (1923) van Joseph Kessel. 

## Samenvatting
In 1918 moet de jonge piloot Jean Herbillon naar het front vertrekken. Vooraleer hij Parijs verlaat beleeft hij een kortstondige romance met een knappe jonge vrouw. Hij weet enkel dat ze Denise heet. Aan het front aangekomen wordt hij ingedeeld in het squadron van luitenant Maury. De twee piloten worden goede vrienden. 
Wanneer Jean op een dag verlof krijgt vraagt Maury hem een brief te bezorgen aan zijn vrouw Hélène. Jean is verbijsterd als hij ontdekt dat Hélène eigenlijk Denise is, de vrouw op wie hij verliefd is.  

## Rolverdeling
| Acteur             | Personage               |
| ------------------ | ----------------------- |
| Annabella          | Hélène / Denise         |
| Charles Vanel      | luitenant Maury         |
| Jean-Pierre Aumont | Jean Herbillon          |
| Jean Murat         | kapitein Thélis         |
| Daniel Mendaille   | Deschamps               |
| Raymond Cordy      | Mathieu                 |
| Suzanne Desprès    | mevrouw Herbillon       |
| Alexandre Rignault | de minnaar van de bazin |
| Pierre Labry       | Marbot                  |
| Viviane Romance    | een meisje              |
| Raymons Aimos      | de krantenverkoper      |